# Cigareta
Cigareta je izdelek, ki vsebuje psihoaktivni material, ponavadi tobak, zvit v tankem papirju za kajenje. Večina cigaret vsebuje izdelek "rekonstituiranega tobaka".    
Cigareta se prižge na enem koncu in se hkrati začne manjšati; nastali dim vdihuje kadilec. Večina sodobnih cigaret je filtrirana, čeprav niso varne. Proizvajalci cigaret so cigarete opisali kot sistem za dovajanje nikotina v sprejemljivi in privlačni obliki. Cigarete zasvojijo (zaradi nikotina) in povzročajo raka, kronične obstruktivne pljučne bolezni, bolezni srca in druge zdravstvene težave.                                                                                                                                                               